# Téodegonde Amalasunta
Téodegonde Amalasunta des Amales, parfois nommée Thiudigoto, Teodegonda, Teodegoda, Teodegoto, Theodegotha ou Theodegotho (Þiudaguþa) (v. 476 - v. 503)est une reine des Wisigoths, fille aînée de Théodoric le Grand.

## Contexte historique
Au IVe siècle, les Goths sont aux frontières de l'Empire romain et tentent de s'y installer régulièrement. Ce groupe s'est séparé en deux groupes principaux, les Ostrogoths qui se lancent à la conquête des régions entre la Volga, l'Oural et le Caucase sous la direction de leur roi amale Hermanaric; les Wisigoths combattent en Europe centrale et méridionale. Un siècle plus tard, les Ostrogoths sont établis comme fédérés dans l'Empire romain en Pannonie depuis le règne de l'empereur Marcien.

## Biographie

### Une princesse amale
Selon Jordanès, Théodoric le Grand, futur roi des Ostrogoths, a eu deux enfants d'une concubine dont on ne connaît pas le nom alors qu'il était en Mésie. Théodegonde est l'aînée de Théodoric. Elle a une sœur Ostrogotho et de nombreux demi-frères et sœurs des différents unions de son père. Elle est donc née hors d'Italie.  
Téodegonde est une princesse issue de la lignée sacrée des Amales et par là même, elle est un parti de choix pour les rois ou princes qui cherchent une légitimité politique. Dès l'arrivée de Théodoric en Italie, il offre sa fille en mariage à Alaric II, roi des Wisigoths, de la lignée des Balthes, vers 494 en remerciement des services rendus par les Wisigoths aux Ostrogoths et pour renforcer les royaumes goths face aux Francs de Clovis en Gaule.

### Une reine wisigoth peu connue
Par cette alliance politique, Téodegonde devient reine des Wisigoths. Son époux est déjà père d'un fils Geisalic mais issu d'une union illégitime. Elle a un fils  Amalaric futur roi des Wisigoths. L’absence de références à Téodegonde dans les écrits des historiens après la naissance d'Amalaric  font supposer qu'elle meurt peu après. Lorsqu'Alaric II décède lors de la bataille de Vouillé en 507, son fils illégitime devient roi jusqu'en 511, Amalaric est placé sous la tutelle de son grand-père Théodoric car ses parents sont morts tous les deux. La date de décès  de Téodegonde est encore discutée par les historiens.

### Une reine arienne
À la cour ostrogoth, la religion arienne est majoritaire; on sait que son père Théodoric ou sa demi-sœur Amalasonte sont ariens ; mais rien ne permet de connaître la religion de Téodegonde avec certitude. Cependant, par son mariage avec Alaric II, elle rejoint la cour wisigoth qui a persécuté les chrétiens sous le règne de son beau-père Euric même si son époux cherche à réunir les différentes confessions de son royaume.

## Sources
- Jordanès, Histoire des Goths.
- Herwig Wolfram, The Roman Empire and its Germanic peoples, University of California Press, 1997, pp. 24-25.
- Renée Mussot-Goulard, Les Goths, Atlantica, Biarritz, 1999.